# Onthophagus troglodyta
Onthophagus troglodyta é uma espécie de inseto do género Onthophagus, família Scarabaeidae, ordem Coleoptera.
Foi descrita cientificamente por Wiedemann em 1823.